# دارینا بوندارچوک
دارینا بوندارچوک (انگلیسی: Daryna Bondarchuk؛ زادهٔ ۲۰ مهٔ ۱۹۹۸) بازیکن فوتبال اهل اوکراین است.
وی همچنین در تیم‌های ملی فوتبال زنان اوکراین بازی کرده‌است.